# سند سيحان
سند سيحان هو حارس مرمى كويتي سابق انتظم ضمن صفوف المنتخب الوطني خلال سبعينيات القرن العشرين، وعُرف بمستواه الفني الرفيع وأخلاقه العالية.

## مسيرته
أبرز فتراته كانت خلال السبعينيات، حيث يُعد من بين أبرز الحراس في تلك الحقبة، إلى جانب فيصل الطريجي وحسني الشعراوي، بحسب ما ذكرته جريدة الوسط الكويتية. ورد اسمه ضمن قائمة المنتخب الوطني في تشكيلة احتياط عام 1975، حسب أرشيف الكرة الكويتية.